# Single-pair High-speed Digital Subscriber Line
SHDSL (англ. Single-pair High-speed + DSL, также G.shdsl, ITU-T G.991.2) — одна из xDSL-технологий, обеспечивает симметричную дуплексную передачу данных по телефонному кабелю (так называемой медной паре). Используется преимущественно для соединения абонентов с узлом доступа провайдера (так называемая последняя миля). Основные идеи взяты из технологии HDSL2.
По стандарту технология SHDSL обеспечивает передачу данных со скоростями от 192 кбит/с до 2,3 Mбит/c (с шагом в 8 кбит/с) по одной паре проводов, соответственно от 384 кбит/c до 4,6 Mбит/c по двум парам. При использовании методов кодирования TC-PAM128 стало возможным повысить скорость передачи до 15,2 Мбит/с по одной паре и до 30,4 Мбит/с по двум парам соответственно.
Работа над G.shdsl началась в 1998 году в Секторе стандартизации электросвязи МСЭ (МСЭ-Т), и в феврале 2001 года он был опубликован как рекомендация МСЭ-Т G.991.2. Европейской версией этого стандарта занимается и ETSI, сейчас он оформлен в виде спецификации TS 101524.

## Особенности технологии
В основу G.shdsl легли идеи HDSL2, получившие дальнейшее развитие. Используя линейное кодирование и модуляцию HDSL2, удалось снизить влияние на соседние линии ADSL при скоростях более 784 кбит/с. Так как новая система использует более эффективное линейное кодирование (TC-PAM) по сравнению с 2B1Q, то при любой скорости сигнал SHDSL занимает более узкую частотную полосу. Следовательно, и помехи от новой системы на другие xDSL имеют меньшую мощность, нежели помехи от HDSL 2B1Q. Также G.shdsl имеет форму спектральной плотности сигнала, обеспечивающую практически идеальную совместимость с сигналами ADSL.
Варианты SHDSL, использующие одну пару проводов, обеспечивают существенный выигрыш по аппаратным затратам и, соответственно, надёжности изделия, по сравнению с двухпарными вариантами. Стоимость снижается на 30 % для модемов и 40 % для регенераторов, так как для каждой из пар необходим приёмопередатчик HDSL, линейные цепи, элементы защиты и пр.
Для поддержки клиентов различного уровня было решено сделать возможность выбора скорости передачи сигнала. Благодаря этому операторы могут выстроить маркетинговую политику, наиболее приближенную к потребностям клиентов. Кроме того, можно добиться увеличения дальности передачи без использования регенераторов, уменьшая скорость. При максимальной скорости (для провода 0,4 мм) рабочая дальность составляет около 3,5 км, а при минимальной — свыше 6 км. Также есть возможность одновременного использования двух пар, что позволяет увеличить предельную скорость в два раза.
В настоящее время максимальная стабильная скорость передачи данных по одной медной паре достигает 15296 кбит/с.